# 密西西比州州长
密西西比州州长（英語：Governor of Mississippi）是该州的行政长官及政府首脑，同时也是国民警卫队的总司令。州长具有执行该州法律的责任及义务，同时也具有批准或否决州议会所通过法案以及随时召开议会会议的权力。州长对罪犯享有延缓执行或特赦的权力，但弹劾案及叛国罪不在其内。

## 历史
早在1798年，密西西比领地政府就设立了总督一职。密西西比州建立于1817年，当时该州的第一部宪法设置了一个权力较弱的州长，且任期只有两年。不过在1869年宪法中，州长的任期时长从两年延长到了四年。到了1918年，该州通过了允许州长向议会提交概算的立法。随后在1986年，选民又通过了允许州长寻求连任的宪法修正案。

## 选举
该州法律规定州长候选人必须年满30岁且成为美国公民长达20年，此外还需要成为密西西比州居民长达5年。该州州长的任期长度为4年，并且仅限连续任职两届。

## 权力及义务

### 行政权力及义务
密西西比州宪法赋予州长行政权力，州长有权要求州政府的其他行政官员就与行政职权相关的问题向其提交书面报告。此外密西西比州州长还是该州民兵组织或国民警卫队的总司令，除非美国总统下令将其联邦化。此外宪法还允许州长对犯罪行为实施特赦或暂缓其刑罚的执行，但叛国罪及弹劾案除外。

### 立法权力及义务

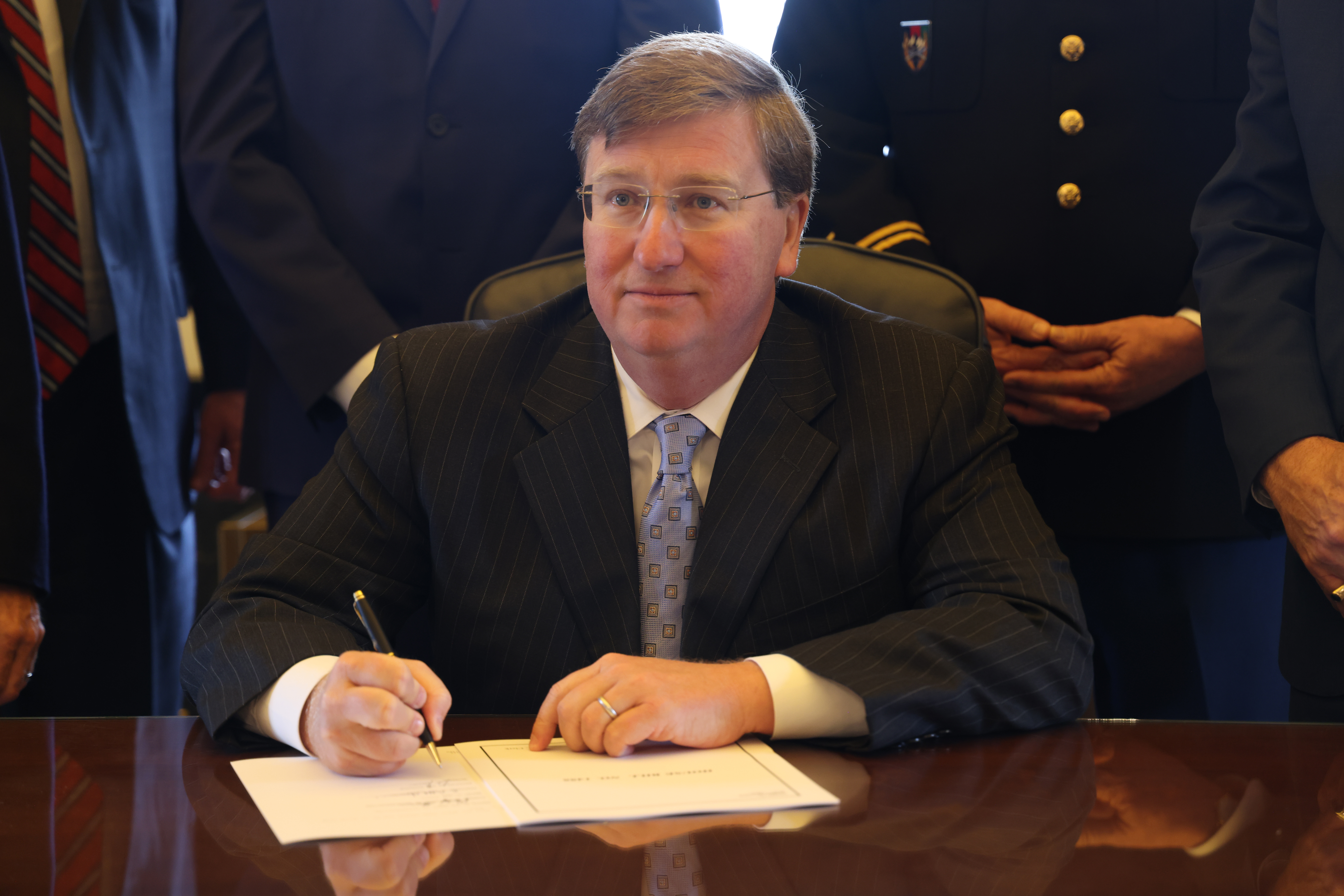
2022年泰特·里夫斯州长将法案签署为法律

根据宪法规定，州长有义务向密西西比州议会报告州政府事务，通常以向联席会议发表“州情咨文”的方式进行。州长还可以向州议会提供政策建议，但议会可以选择酌情考虑或忽略这些建议。此外根据法律规定，州长有权向州议会提交行政预算建议，并且需要与议会预算联合委员会共同采用州政府收入预测。
州长有权通过召开特别会议的方式来处理州长做出选择的问题。州长可以将议会通过的法案签署为法律，并且可以否决其不同意的法案。对于拨款法案，州长可以仅否决其中的部分条款，但对于其他法案，州长只可以对其全部条款进行否决。此外州长的否决可以被议会以三分之二多数决推翻，当州长在法案通过后五天内不予以否决时，该法案将在没有州长签字的情况下自动生效。

## 弹劾及继任
和其他州政府官员一样，州长也有可能因犯罪被州众议院弹劾。一旦弹劾案在众议院获得通过，州参议院将在密西西比州最高法院首席大法官的领导下召开弹劾法庭。一旦三分之二的出席议员认为州长有罪，那么州长将会被免职。
倘若州长去世、丧失行为能力或离开该州，那么副州长将承担代理州长的职责。如果副州长也无法就职，那么州长一职则需要按照参议院临时议长和众议院议长的顺位依序递补。当以上人员皆无法就职时，按照宪法规定州务卿需要通过召开参议院会议的方式选出州长继任者。

## 工作环境及待遇
密西西比州州长共有三个办公地点，其中最主要的办公地点位于沃尔特·西勒斯州办公大楼，另外两处分别位于州长官邸以及议会大厦，其中后者仅用于仪式性用途。此外州长办公室还配有工作人员，他们需要辅佐州长履行其职责、研究问题并与其他州的相关机构进行联络。
州长的薪资由州议会决定，在其任内不得削减。目前州长的年薪为122,160美元，不过到了2024年将会增长至160,000美元。

## 政治动态
密西西比州州长的体制权威较弱，其权力受到了严重的限制，此外其他州级民选官员也分走了州长部分权力。和其他州不同的是，宪法几乎没有赋予密西西比州州长参与预算程序的权力。不过随着该州发展出具有竞争性的两党政治体系，州长作为政党领袖相对于议会中的同僚变得更加重要。